# کیم دیل
کیمبرلی آن دیل (به انگلیسی: Kimberley Ann Deal) که بیشتر به صورت کیم دیل شناخته می‌شود، خواننده، ترانه‌نویس و موسیقی‌دان امریکایی است که عمدتاً به عنوان نوازنده گیتار بیس گروه آلترنیتیو راک پیکسیز شناخته می‌شود. دیل همچنین خواننده اصلی و نوازندن گیتار ریتم گروه د بریدرز (به انگلیسی: The Breeders) است. دیل در سال ۱۹۸۶ به عنوان نوازنده گیتار بیس وارد گروه پیکسیز شد و نام Mrs. John Murphy را برای خود برگزید. پس از آلبوم دولیتل و وقفه‌ای که ردر کار گروه پیکسیز پیش آمد، او به همراه تانیا دونلی و جوزفین ویگز گروه د بریدرز را تشکیل داد. گروه پیکسیز در سال ۱۹۹۳ منحل شد، اما در سال ۲۰۰۴ مجدداً تشکیل شد. کیم دیل در سال ۲۰۱۳ از گروه جدا شد. پس از پیکسیز، دیل تمرکز خود را بر روی بریدرز معطوف کرد و آلبومی به نام Last Splash را به همراه این گروه در سال ۱۹۹۳ منتشر کرد که از نظر میزان فروش، موفق به دریافت گواهی پلاتینی شد.